# Vlajka

Flagge der Vlajka

Die Vlajka (tschechisch Český nacionalněsocialistický tábor - Vlajka, kurz ČNST-Vlajka, deutsch Tschechisches Nationalsozialistisches Lager - Die Flagge) war eine faschistische tschechische Kleinpartei. Ursprünglich stark nationalistisch und antideutsch eingestellt, erfuhr sie in der Zeit der Tschecho-Slowakischen Republik (1938–1939) nach einem Führungswechsel starke ideologische Veränderungen. Sie begann sich insbesondere gegen Parteikorruption und gegen die in Böhmen und Mähren noch zugelassenen beiden tschechischen Parteien, die Partei der Nationalen Einheit und die Partei der Nationalen Arbeit, zu wenden. Am 11. November 1938 wurde die Partei verboten und ihre Führungsmitglieder verhaftet.
Im Protektorat Böhmen und Mähren zeigten die deutschen Behörden kein großes Interesse, eine einheimische faschistische Bewegung zu unterstützen. Im Sommer 1940 erreichte die Partei als illegale Partei den Höchststand von 13.500 Mitgliedern, danach sank ihre Zahl wieder stark ab, bis sie auf Betreiben von Emanuel Moravec, Minister in der Protektoratsregierung und Kollaborateur mit den Nationalsozialisten, im Jahr 1943 aufgelöst wurde. Nach dem Krieg wurden einige führende Persönlichkeiten der Partei zum Tode verurteilt und hingerichtet.